# Alphonse Valingayet
Alphonse Valingayet (ou encore Valin-Gayet) est un écrivain français.

## Biographie
On connait peu de choses de sa biographie. Il fut précepteur de Stéphane de Pierres. Il est ancien professeur du Collège de Grenoble, et membre de l'Institut Historique.
On connait de lui trois ouvrages:
- Principes de physique, d'arithmétique, et d'idéologie; Suivis d'un précis sur la littérature. Constant Le Tellier Fils, 1828.
- Une des victimes de juillet 1830, autobiographie d'Emile Evrard, dédié à S. E. Mr le duc de Broglie, ministre de l'Instruction publique (Paris, chez les marchands de nouveautés, 1831, in-12, 89 p.).
- dédié à Stéphane de Pierres : Tablettes historiques. — Rome jusqu'à la destruction de l'Empire d'Occident (Paris, chez Truchy, libraire, chez Johnson, professeur d'anglais, chez l'auteur, chez Feillé-Grandpré à Laval, 1837, in-12)[3].

### Sources
- « Valin-Gayet », in Alphonse-Victor Angot et Ferdinand Gaugain, Dictionnaire historique, topographique et biographique de la Mayenne, Laval, Goupil, 1900-1910 [détail des éditions] (lire en ligne).